# The Castaways
The Castaways is een Amerikaanse rockband uit de Twin Cities in Minnesota. Hun eerste en enige hitsingle was Liar, Liar. Geschreven door bandleider James Donna en drummer (en mede-oprichter van de band) Dennis Craswell, werd het nummer geproduceerd door Timothy D. Kehr en uitgebracht door Soma Records. Het bereikte #12 in de Billboard Hot 100-hitlijst in 1965. Liar, Liar was later te horen in de films Good Morning, Vietnam en Lock, Stock and Two Smoking Barrels en werd gecoverd door Debbie Harry in Married to the Mob. De Castaways speelden Liar, Liar in de strandfilm It's a Bikini World uit 1967. Hun vervolg Goodbye Babe was weer een lokale hit, maar brak nationaal niet door. Hoewel de band tijdens de jaren 1960 nog een aantal singles uitbracht, lijkt het erop dat ze nooit een volledig album hebben uitgebracht, tot het verschijnen van hun Greatest Hits-compilatie uit 1999.

## Bezetting
Leden
- James Donna
- Bob Donna
- Rick Snider
- Ralph Hintz

Voormalige leden
- Denny Craswell
- Robert Folschow
- Dick Roby
- Roy Hensley
- Tom Husting
- Dennis Libby

## Geschiedenis
De oorspronkelijke leden waren Jim Donna op keyboards, Robert Folschow en Roy Hensley op gitaar, Dick Roby op basgitaar en zang, en Dennis Craswell op drums. Folschow zong de kenmerkende falsetstem op Liar, Liar en Dick Roby verleende zijn medewerking aan de schreeuw. Na de ontbinding van de band trad de oorspronkelijke drummer Dennis Craswell toe tot Crow, een rockband uit Minneapolis uit de late jaren 1960 en vroege jaren 1970. In de vroege jaren 1980 leidden Folschow en Craswell een West Coast-versie van de band onder de naam The Castaways in Pismo Beach, Californië. Folschow, die de artiestennaam Bob LaRoy gebruikte, speelde gitaar en een keytar op veel nummers, waaronder Liar, Liar. Op een gegeven moment bevatte deze bezetting ook oorspronkelijke mede-leden Roby en Hensley, waardoor Donna het enige oorspronkelijke lid was dat niet deelnam.
Ritmegitarist Roy Hensley overleed op 8 juni 2005 en werd begraven in Lewisville (Minnesota). In 2006 werden alle vijf leden van de klassieke Castaways-bezetting opgenomen in de Iowa Rock and Roll Hall of Fame, waarbij de voormalige producent van de band, Timothy B. Kehr, de prijs in ontvangst nam namens postume inductee Hensley. The Castaways met de oorspronkelijke bandleider Jim Donna blijven optreden voor beurzen, festivals en privé-evenementen in het hogere midwesten. Dennis Craswell treedt nog steeds op onder de naam The Original Castaway in en rond Detroit Lakes, Minnesota en de Rio Grand Valley in Texas.

## Discografie

### Singles
- 1965: Liar, Liar / Sam
- 1965: Goodbye Babe / A Man's Gotta Be a Man
- 1967: She's a Girl in Love / Why This Should Happen to Me
- 1967: I Feel So Fine / Hit the Road Jack
- 1968: Walking in Different Circles / Just On High
- 1968: Lavender Popcorn / What Kind of Face